# Lindera rufa
Lindera rufa är en lagerväxtart som först beskrevs av Otto Stapf, och fick sitt nu gällande namn av James Sykes Gamble. Lindera rufa ingår i släktet Lindera och familjen lagerväxter. Inga underarter finns listade i Catalogue of Life.